# フィジーイグアナ属
フィジーイグアナ属（フィジーイグアナぞく, Brachylophus）は、爬虫綱有鱗目イグアナ科に属する属。南太平洋のフィジー諸島に4種が分布し、トンガ諸島のヒロオビフィジーイグアナは人間によって移入されたものとみられる。先史時代に、おそらくは人間や家畜の影響により絶滅してしまった種が少なくともトンガのリフカ島およびトンガタプ島に存在した。

## 分類
学名はギリシア語の「brachys (βραχύς)、短いを意味」と「lophos (λόφος)、とさか、羽毛を意味」を組み合わせたもので、背中に沿った短いトサカを指す。
最も地理的に隔離されたイグアナである。現存する他のイグアナ類は、主にアメリカ大陸の熱帯地域、ガラパゴス諸島、小アンティル諸島、大アンティル諸島に生息している。これらの属は主に乾燥地帯の環境に適応している。系統発生学的に、フィジーイグアナ属は約3500万年前の始新世末期に他のイグアナから分岐したことが示されている。彼らはイグアナの中で2番目に最も基底的な属であり、フィジーイグアナより早く分岐したのはサバクイグアナのみである。フィジーイグアナの生息地は他のイグアナから隔離されており、彼らの起源は生物地理学的に長い間謎となっている。
この謎を説明する仮説の一つは、5000万年前という分岐時期の推定（最近の研究では約3500万年前とされる）に一部基づいており、フィジーイグアナは広範囲に分布していたが現在は絶滅した旧世界のイグアナの系統の子孫であるというものである。この系統は新世界からアジアやオーストラリアに陸路で移動し、その後に現在の遠隔地まで分散した。この系統の他の化石や現存種は、フィジーとトンガ以外の東南アジア、オーストララシア、西太平洋では今日まで発見されていない。
より広く受け入れられている仮説は、南赤道海流に乗り、流木などに乗って太平洋を西に10,000 km移動した新世界のイグアナから進化したというものである。フィジーイグアナの祖先は、水分要求量の低さと孵化期間の長い卵により、長い距離の移動に耐えることのできた可能性がある。
以下の4種が分類されている。
| 画像 | 和名                     | 学名                   | 英名                         | 分布                                                       |
| ---- | ------------------------ | ---------------------- | ---------------------------- | ---------------------------------------------------------- |
|      | ブラブラフィジーイグアナ | Brachylophus bulabula  | Central Fijian banded iguana | フィジー北西部の島々(オバラウ島、カンダブ島、ビティレブ島) |
|      | ヒロオビフィジーイグアナ | Brachylophus fasciatus | Lau banded iguana            | フィジー東部の島々                                         |
|      | コガタフィジーイグアナ   | Brachylophus gau       | Gau iguana                   | ガウ島                                                     |
|      | タテガミフィジーイグアナ | Brachylophus vitiensis | Fiji crested iguana          | フィジー諸島北西部の島々                                   |

2008年9月、オーストラリア国立大学の自然科学者らが率いるチームによって第三の種であるブラブラフィジーイグアナ(Brachylophus bulabula)がフィジーの中央部で発見された。学名の後半部分（種小名） bulabula （ブラブラ）は、フィジー語の bula （こんにちは）に因む命名。遺伝学的、形態学的な分析が詳細に行われ、第三の種であるとの結論が下された。2017年にはコガタフィジーイグアナ(B. gau)がガウ島から新種として記載された。
トンガに生息していたBrachylophus gibbonsi は、ツチイグアナ属に似て巨大で、かつてはリフカ島、ハアパイ諸島、トンガタプ島に生息していたが、人間や家畜により先史時代に絶滅した。フィジーには Lapitiguana というさらに大きなイグアナも生息していたが、絶滅した。